# Domaine de Mare à Citrons
Le domaine de Mare à Citrons est un grand domaine de l'Île de La Réunion, département d'outre-mer français dans le sud-ouest de l'océan Indien. Comme son nom l'indique, il est situé à Mare à Citrons, un îlet des Hauts situé dans le cirque naturel de Salazie et la commune française du même nom.
La mare pérenne d'environ quatorze ares qui s'y trouve donna son nom à l'habitation puis au lien dit puis au hameau voisin.
Il est inscrit à l'inventaire des Monuments historiques depuis 1996,,.

## Historique

### Un des Premiers lieux d'occupation permanente du cirque.
Sous l'Ancien Régime, il était interdit de délivrer des concessions à l'intérieur des cirques : la colonisation de ceux-ci débuta à Salazie comme à Cilaos en 1810 à la suite de l'occupation de l'île par l'Angleterre.
Un certain LOUVET s'installa alors avec deux esclaves à Mare à Poule d'eau. Il y fut rejoint par d'autres colons. Malheureusement le cyclone du 10 février 1929 détruisit totalement cette première implantation et les colons découragés quittèrent le cirque "de l'Est".
L'un d'entre eux, Théodore CAZEAU, remonta cependant rapidement avec sa famille pour se fixer à nouveau à proximité de la Mare à Poules d'eau. Cette seconde tentative de colonisation fut la bonne et l'occupation du cirque fut depuis permanente.
D'autres pionniers montèrent alors s'installer dans l'intérieur du cirque, tantôt à gauche, tantôt à droite de la Riviére du Mât.
Le 24 juillet 1830, Nicole ROBINET DE LA SERVE et dix autres « habitants » (habitants-sucriers plus précisément) de St André et de Ste Suzanne, adressèrent au Gouverneur, le Capitaine de vaisseau Etienne Henri Mangin DUVAL D'AILLY, qui venait juste de prendre ses fonctions, « une requête tendant à obtenir le droit de mettre en culture la partie qui se trouve placée aux pieds des Salazes et qui est comprise dans l’encaissment que forment les deux bords de la Rivière du Mât » .
Le 11 aout 1830, le Directeur de l’Intérieur, BETTING DE LANCASTEL écrivit aux demandeurs afin que ceux-ci précisent les limites des terres concernées.Et le même jour, le Directeur des Domaines, HOUPIART-DUPRE, signa l’avis de concession, le fit publier dans la « Gazette de Bourbon » (14 aout 1830) et afficher dans les « maisons communes » de St André et de St Benoit, lesquelles tenaient lieu de mairies en ce temps.
Cette formalité était effectivement obligatoire car il fallait bien inviter « toute personne qui prétendrait avoir des droits sur les terrains (concernés) à en faire déclaration sous quinzaine à compter du jour de publication » afin d’éviter toute contestation possible.
A la surprise générale, il advint que deux individus, « les sieurs DEJEAN et DESROCHES » firent valoir leurs droits.
Pour faire simple, le second ayant acheté en 1828 au premier une habitation dans le cirque de l’Est se déclara propriétaire de toutes les terres situées sur la rive gauche de la Rivière du Mât.
Ce fut l'affaire des héritiers CLAIN liée à un acte de concession délivré par le Gouverneur général de Bourbon Antoine Marie DESFORGES-BOUCHER  (1715 - 1790) le 8 avril 1725 .
L'Arrêté du Premier décembre 1831 du Gouverneur DUVAL D'AILLY accordait pour neuf ans une concession provisoire de terres au lieu-dit « Mare à poule d'Eau » aux premiers occupants.
En fait donc aux seuls colons installés sur la rive droite de la Rivière du Mât, ne pouvant accordrer aucune concession à ceux installés sur la rive gauche tant que la justice n'avait pas tranché sur l'épineux problème des limites de propriété des sieurs DEJEAN et DESFORGES : ceux-ci durent sans l'immédiat se contenter d'une simple autorisation d'occupation précaire.
Le Décret Colonial N°176 du Gouverneur DE HELL du 8 juillet 1839 concernant le concession de terres au sein « du cirque de l’intérieur désigné sous le nom de cirque de Salazie » et qui donne en pleine propriété trente-six emplacements aux concessionnaires primitifs cite nominalement les bénéficiaires de ses dispositions.
Dans cette énumération apparaissent les noms de Théodore CAZEAU, ce qui n'est pas surprenant, mais aussi ceux d'« Edouard PERRICHON (avec deux « R ») DE SAINTE-MARIE, et Adrien PIGNOLET, pour une part entre les deux ».
A noter que ce décret non seulement transformait les concessions provisoires délivrées initialement en concessions définitives mais qu'il accordait également des concessions définitives aux occupants installés sur la rive gauche de la Rivière du Mât, la justice s'étant définitivement prononcée sur les limites de propriété des sieurs DEJEAN et DESFORGES.

### Edouard PERRICHON et le ver à soie.
En 1830 le constat avait été fait que le climat de La Réunion convenait parfaitement à l'élevage du ver à soie : le murier y fait en dix-huit mois les mêmes progrès qu'en cinq ans en Europe. En 1833 des plantations furent lancées du côté de St Denis mais très vite des hectares de muriers furent plantés dans le cirque de Salazie (nom officiellement reconnu en 1835) et plusieurs magnaneries furent construites tant à Grand Ilet qu'à Mare à Citrons.
En effet, sur son habitation d'environ vingt-quatre hectares, Edouard PERICHON édifia une magnanerie de 400 m2 de claies dont perfectionnements en firent  un modèle pour toute l'île .
Malgré les aléas climatiques, la production réunionnaise d'une soie de très bonne qualité fut assez importante jusqu'à ce que la conquête de l'Indochine la fasse disparaitre.
Si cet épisode a disparu de la mémoire collective des habitants actuels du cirque, le chemin qui longe le domaine porte toujours le nom de "chemin de La Filature" et les muriers ne sont pas rares encore de nos jours entre Salazie village et Mare à Vieille Place, ainsi qu'un certain nombre de filaos de la Nouvelle Hollande qui fournissaient le bois de chauffe indispensable aux magnaneries.
L'étude des actes notariés révèle que le 15 juillet 1854 Marie Edouard PERICHON, Président de l'Agence Municipale du district de Salazie (de 1840 à 1856 car la commune ne fut créée qu’en 1879), « demeurant au lieu-dit Le Village », par devant Maître François Marie Ange MOTTET, Notaire à Saint-Denis, « Ile de la Réunion », vendit à Monsieur Pierre Marie François Joseph Adrien, Comte BERTIN D'AVESNES, demeurant au Quartier-Français, commune de Sainte-Suzanne sa propriété de Mare à Citrons ainsi que les bâtiments qui y étaient édifiés et dans la liste figurait encore la magnanerie.
Le dit acte en donne même une description précise : "Septimo : un bâtiment servant de magnanerie de onze mètres soixante-neuf centimètres de long sur onze mètres cinq centimètres de large composé d’un rez-de-chaussée en maçonnerie et d’un étage de trois mètres quatre-vingt-dix centimètres de hauteur, sous barreaux, et d’une caisse en grenier d’un mètre trente centimètres, avec tous ses accessoires d’exploitation et une cheminée en pierre de seize mètres quatre-vingt-neuf centimètres de hauteur » .
L'histoire retiendra également que c'est dans la belle maison de Mare à Citrons, hébergé par son ami Edouard PERICHON, plutôt que dans pauvre propriété de l'Ilet Bananier que mourut le 20 décembre 1842, épuisé et venu rechercher la fraicheur des Hauts, Nicole ROBINET DE LA SERVE.

### René Peel PAYET, propriétaire de 1934 à 1982.
René Peel PAYET, fils de Louis François Riverain dit "Yvrin", alors à la fois usinier car Directeur de l'usine de Quartier-Français dont il s'occupait depuis huit ans et planteur puisque Président de la Société Coopérative de Quartier-Français, acquit la propriété dans le but, dit-on, d'en faire un lieu de changement d'air pour ses ouvriers.
Il eut le temps de réaliser d'importants travaux qui donnèrent à la maison de maître du domaine son aspect actuel avant que la Seconde Guerre mondiale n'éclate mais du fait du blocus et de la pénurie de matériaux qui s'ensuivit ne put aller plus loin.
Le domaine servit donc essentiellement et pendant longtemps de résidence familiale et de lieu de production vivière destiné à l'autosubsistance (en dehors des terres données en colonat).
Par des achats successifs, René Peel PAYET agrandit progressivement son domaine qui atteignit vers 1950 soixante-dix hectares.
Quand il prit sa retraite de Directeur d'usine, en 1955, il se consacra entièrement à l'exploitation de son domaine dont il doubla la superficie par l'acquisition du domaine voisin de "Montchauff" ; c'est alors qu'il lança la culture industrielle de la canne à sucre dans le cirque.
Cette production ne survécut pas à son décès survenu le 16 septembre 1982 après une dernière et courte maladie.
A noter que son usine du Quartier-Français, haut-lieu de la lutte entre usiniers dans l'immédiat après-guerre s'arrêta de brasser des cannes l'année suivante.